# Magdalena Kade

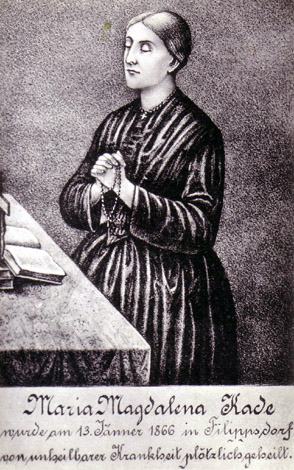
Magdalena Kade, Lithografie um 1870

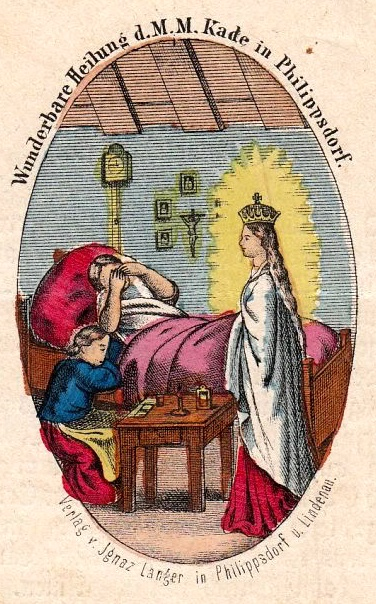
Marienerscheinung und Heilung der Sel. Magdalena Kade, in Philippsdorf, 1866; zeitgenössisches Andachtsbild

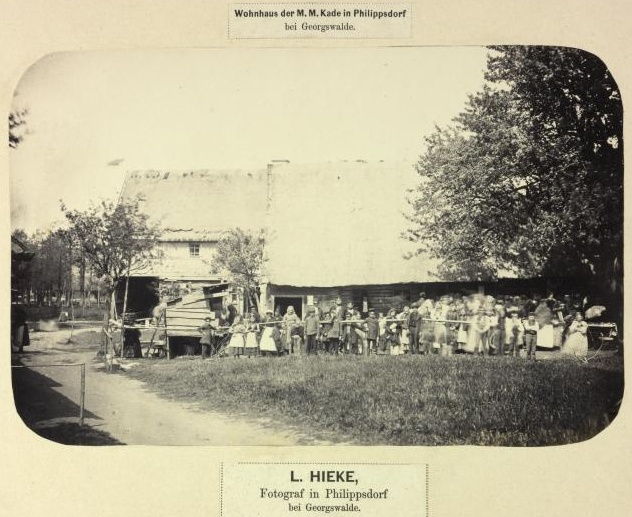
Wohnhaus von Magdalena Kade 1866, mit Menschenmenge von Pilgern und Neugierigen

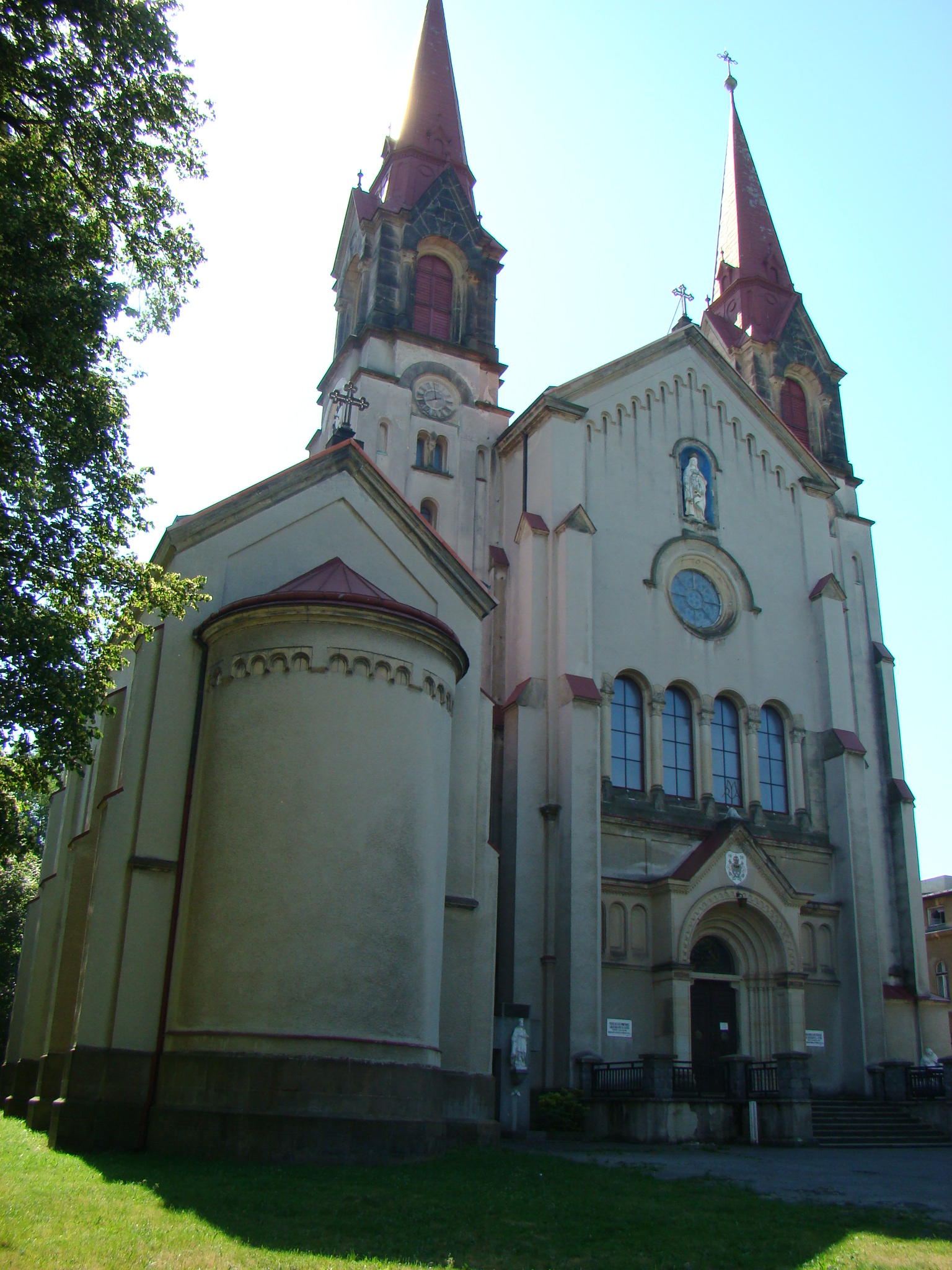
Die Wallfahrtsbasilika

Magdalena Kade (* 5. Juni 1835 in Philippsdorf, Königreich Böhmen; † 10. Dezember 1905 ebenda) war eine Hausweberin und wurde als „böhmische Bernadette“ berühmt. Im Jahre 1866 soll ihr am Krankenbett die Gottesmutter Maria erschienen sein, was zu einer spontanen Heilung langjähriger Krankheiten geführt habe. Nachfolgend entstand in Philippsdorf ein Wallfahrtsort der Marienverehrung.

## Leben und Marienerscheinung
Kade lebte als Hausweberin mit ihrer Familie in bescheidenen Lebensumständen in einem Holzhaus mit zwei Webstühlen und einigen Feldern in dem Dorf Philippsdorf bei Rumburg in Nordböhmen. Mit 13 Jahren verlor sie den Vater und wurde mit 19 Jahren aus unbekannten Gründen krank, litt an Krämpfen, Bewusstlosigkeit, Entzündungen und Geschwüren. Im Jahre 1861 starb ihre Mutter. Nach weiteren drei Jahren im Haus des Bruders Josef Kade und seiner Familie nahm sie Veronika Kindermann, eine Verwandte des Pfarrers Karl Kindermann, später Ehrendomherr bei Sankt Stephan in  Leitmeritz, aus Barmherzigkeit bei sich auf. Am 15. Dezember 1865 holte sie ihr Bruder wieder nach dem Haus Philippsdorf Nr. 63 zurück, da Magdalenas Tod bevorzustehen schien. Kaplan Franz Storch, dessen Tatkraft später für die Entwicklung des Wallfahrtsortes Philippsdorf und den Bau der Basilika der Hilfreichen Jungfrau Maria entscheidend war, spendete ihr die letzte Krankensalbung. Veronika Kindermann hatte die Kranke begleitet und blieb bei Magdalena Kade.
Am 13. Januar 1866 um 4 Uhr früh soll der Raum, in welchem die sterbenskranke, betende 31-jährige Magdalena Kade lag, plötzlich leuchtend hell geworden sein und eine Lichtgestalt, Maria als Königin des Himmels, soll zu ihr die Worte: „Mein Kind, von jetzt an heilt’s“ gesagt haben. Die Kranke soll danach in freudiger Erregung aufgestanden sein, mit kräftiger Stimme nach den Angehörigen gerufen und einen Verband von ihrem Körper entfernt haben. Sie fühlte sich von ihren Beschwerden geheilt und übernahm wieder Arbeiten im Haushalt des Bruders.
Die Nachricht von dieser Wunderheilung verbreitete sich und Neugierige suchten Magdalena Kade auf. Bittsteller erhofften ihre Fürsprache bei Maria, der Mutter Gottes, bei Leid und Gebrechen. Die ärmliche wirtschaftliche Situation der Familie Kade besserte sich durch deren Zuwendungen. Das Haus Nr. 63 in Philippsdorf wurde das „Gnadenhäuschen“ genannt und die „Betstube“ 1870 bis 1873 zu einer Kapelle mit regelmäßigen katholischen Gottesdiensten ausgebaut. Weitere Wunderheilungen wurden bekannt. Monsignore Franz Storch registrierte diese mit Namen und Einzelheiten und veröffentlichte sie in den Jahren 1867 bis 1887 in einer weit verbreiteten Schriftenreihe.
Am 7. März 1866, während des Deutschen Krieges erreichte eine Delegation des Bischofs des Bistums Leitmeritz das Dorf Philippsdorf, um die Zeugen der Wunderheilung der Magdalena Kade zu befragen. Die am 13. Januar 1866 im Raum der Magdalena Kade anwesende Veronika Kindermann soll von dem hellen Licht und der Erscheinung der Gottesmutter Maria nichts bemerkt haben. Über den Verbleib der Protokolle zu diesen Befragungen ist nichts bekannt.
Magdalena Kade starb im Jahre 1905 mit 70 Jahren in ihrem Wohnhaus in der Nähe der Basilika in Philippsdorf und wurde am neuen Friedhof des Pfarrortes Georgswalde zu Grabe getragen. Ihre sterblichen Überreste wurden 1923 in ein Gruftgrab auf dem Friedhof in Philippsdorf umgebettet und fanden schließlich 1925 im Altarraum der Gnadenkapelle der Basilika in Philippsdorf, dem Ort der Marienerscheinung, den heutigen Ruheplatz.

## Entstehung der Basilika minor der Hilfreichen Jungfrau Maria
Monsignore Franz Storch sorgte durch das Sammeln und Verwalten von Spendengeldern für die Beschaffung der Baukosten der Maria-Hilf-Basilika von Philippsdorf (heute Filipov), entworfen von dem Wiener Architekten F. Hutzler. Unter den Spendengebern war auch der österreichische Kaiser Franz Josef I. Der Bauplatz der Basilika umfasste die ehemaligen Felder der Familie Kade. Das Gebäude wurde in den Jahren 1873 bis 1885 in neugotisch-romanischem Stil mit zwei hohen, weithin sichtbaren Türmen errichtet und erhielt eine überlebensgroße Statue der Jungfrau Maria mit einem Kind auf dem Arm, ihren Sohn Jesus Christus.
Im Jahre 1926, nach Umbettung der sterblichen Überreste von Magdalena Kade in die Wallfahrtskirche, erhielt diese von Papst Pius XI., welcher Philippsdorf 1920, als päpstlicher Nuntius besucht hatte, den Ehrentitel einer Basilica minor.

## Kritik
Schon von Zeitgenossen, darunter Magdalenas Arzt, wurde die vorgebliche Wunderheilung angezweifelt. Im Jahr 2008 untersuchte Kerstin Herrnkind, eine Ururgroßnichte Magdalena Kades, die Geschichte ihrer Familie. In „Maries Akte“ zeichnet sie das Schicksal ihrer an schizophrenen erkrankten Großtante Lina Marie Schöbel nach, die sich mit 28 Jahren plötzlich für „Jesus“ hielt und 1942 der nationalsozialistischen „Vernichtung lebensunwerten Lebens“ zum Opfer fiel, und zeigt die deutlichen Parallelen zum Krankheitsbild ihrer Ururgroßtante Magdalena. Von kirchlichen Vertretern wird dieser Erklärungsansatz abgelehnt. Allerdings spricht die Kirche inzwischen selbst nicht mehr von einem „Wunder“, wie der Sächsischen Zeitung vom 11. Januar 2016 zu entnehmen war.